# Kassen Hassouna
 (mars 2017).
Si vous disposez d'ouvrages ou d'articles de référence ou si vous connaissez des sites web de qualité traitant du thème abordé ici, merci de compléter l'article en donnant les références utiles à sa vérifiabilité et en les liant à la section « Notes et références ».
Kassen Hassouna, de son vrai nom Hassouna Hadj Kassem, né le 26 novembre 1926 à Bizerte, est un footballeur tunisien actif dans les années 1940 et 1950.
Il a évolué comme milieu de terrain à Lens et au Havre.

## Carrière
- avant 1950 : CA bizertin (Tunisie)
- 1950-1954 : Le Havre AC (France)[3]
- 1954-1958 : RC Lens (France)
- 1958-1960 : Le Havre AC (France)[3]

## Palmarès
- Vainqueur de la coupe de France 1959 avec Le Havre AC[2]
- Vainqueur du Challenge des champions 1959 avec Le Havre AC
- Champion de France D2 en 1959 avec Le Havre AC